# Вулиця В'ячеслава Липинського (Черкаси)
Вулиця В'ячеслава Липинського — вулиця в місті Черкаси

## Розташування
Вулиця починається від середини вулиці Грибної до вулиці Михайла Старицького.

## Історія
28 березня 2024 року Черкаська міська рада перейменувала вулицю Галини Буркацької на вулицю В'ячеслава Липинського.

## Опис
Вулиця вузька, дорога ґрунтова.